# Fersfield
Fersfield är en by i civil parish Bressingham, i distriktet South Norfolk, i grevskapet Norfolk i England. Byn är belägen 6 km från Diss. Fersfield var en civil parish fram till 1935 när blev den en del av Bressingham. Civil parish hade 194 invånare år 1931. Byn nämndes i Domedagsboken (Domesday Book) år 1086, och kallades då Ferseuella/Feru(ess)ella.